# Polycarpa reviviscens
Polycarpa reviviscens är en sjöpungsart som beskrevs av Monniot 200. Polycarpa reviviscens ingår i släktet Polycarpa och familjen Styelidae. Inga underarter finns listade i Catalogue of Life.